# Astronesthes tanibe
Astronesthes tanibe är en fiskart som beskrevs av Nikolai V. Parin och Borodulina 2001. Astronesthes tanibe ingår i släktet Astronesthes och familjen Stomiidae. Inga underarter finns listade.